# Casa Venier
Casa Venier è un palazzo di Venezia, ubicato nel sestiere di Castello, sul lato nord orientale di Campo Santa Maria Formosa, in continuità col complesso dei Palazzi Donà.

## Storia

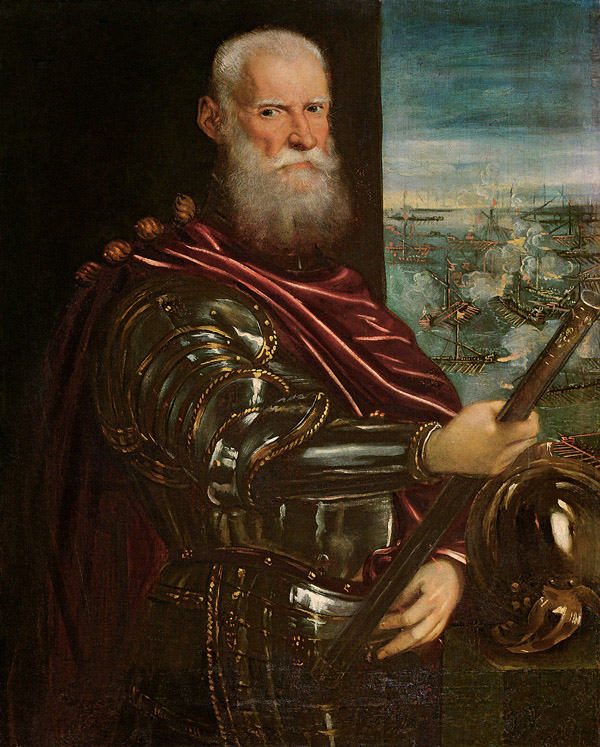
Sebastiano Venier in un ritratto di Jacopo Tintoretto

Casa Venier fu costruita nel XV secolo, in gotico veneziano: tuttavia non è ricordata per una particolare rilevanza architettonica, bensì per esser stata la dimora del doge Sebastiano Venier, già glorioso condottiero che portò alla vittoria di Lepanto del 1571.
Nel 1971 sulla facciata dell'edificio fu aggiunta una lapide che ne ricorda l'illustre personaggio che l'abitò: Questa è la casa di/ Sebastiano Venier/ vincitore di Lepanto/ la Marina Militare Italiana nel IV centenario della battaglia/ 7 ottobre 1971 pose.

## Descrizione
La facciata del piccolo palazzo, tipicamente gotica, si dispone su tre piani. Di particolare pregio è la quadrifora archiacuta e trilobata nell'intradosso al secondo piano, ma anche la finitura con una modanatura a piccole punte di diamante dei davanzali. Peculiarità di tutte le finestrature è l'utilizzo di una pietra tenera e giallastra (molto probabilmente pietra di Vicenza) disgraziatamente, e visibilmente, meno resistente alla salsedine.
Al piano terra l'edificio è stato rimaneggiato, per ospitare attività di carattere commerciale.